# 陳田鶴
陳田鶴，Chen Tianhe（1911年12月8日—1955年10月23日），原名陳啟東，浙江溫州永嘉縣人，中國作曲家。

## 生平
父姓詹，從事賬房。陳田鶴是家中長子，九歲喪母，自幼便寄養在陳姓外祖父家，隨母姓，取名啟東。
六歲時，聽道士們奏法事音樂，竟一夜忘歸。十一歲進永嘉縣模范初級小學（今瓦市小學），畢業後入永嘉縣立第一小學（今廣場路小學）。1925年秋考入省立溫州第十中學（今溫州中學），一年半後肄業參加北伐軍。溫州中學讀書時，在留日歸來的金榮軒影響下學習日語，日後翻譯日本音樂家的文章。
1928年進入溫州藝術學院，師從繆天瑞學習理論作曲，兼選修鋼琴。1929年入上海美專音樂組，師從劉夢非、宋昌壽。1930年9月，改名陳田鶴，入上海國立音樂學院作曲系選修，師從蕭友梅院長學習理論作曲，並拜入黃自門下。在上海國立音專求學六年間，因環境生活所迫曾三次輟學。
1930年，翻譯門馬直衛《曲調的轉調》、1934年翻譯兼常清佐原作《音與言語與酒味》。1934年至1935年任教於武昌藝術專科學校。1936年魯迅去世，作《哀挽一位民族解放的戰士》，是當時悼念魯迅的唯一一首藝術歌曲。1940年至1949年任教於國立重慶音樂學院作曲系。
九一八事變後，創作《認清敵人》、《我們要奪回失去的地》、《我們要振起精神》等歌曲。對日抗戰期間，創作《巷戰歌》、《八一三戰歌》、《保衛上海》、《敬獻給誓守閘北的八百壯士》等，這些歌曲當年流行於大後方。1939年5月3日，日本轟炸重慶，在防空洞裡譜寫鋼琴曲《血債》。當年還以朱偰的詞，譜出著名的抗戰歌曲《還我河山》。
1945年抗戰勝利，國立重慶音樂學院作曲系遷南京復校，仍任教授兼任教務主任。同年记录整理出丑辉瑛演唱的《在那遙遠的地方》，譜成鋼琴曲。
1949年為躲避戰亂，改任教於國立福建音樂專科學校作曲組教授，而認識李永剛。同年8月被選為福州市第一屆人民代表大會代表，並去華東革命大學學習半年。1951年任北京人民藝術劇院任作曲員。1954年任中央歌舞團作曲員。1955年任中央實驗歌劇院作曲員。
1955年7月，因痢疾及心臟病突發入院，當年10月23日病逝北京通縣。

## 身後
1981年，廖輔叔在《人民音樂》發表〈追懷田鶴〉；1985年，常罡發表〈陳田鶴及其歌曲創作〉於《音樂研究》；1991年，人民音樂出版社出版《陳田鶴歌曲選集》，同年徐志摩作詞的作品《山中》被香港中國藝術歌曲演唱比賽定為指定曲目；1993年，東方出版社出版劉夢非著《音樂之子——陳田鶴大師傳》；1995年，陳田鶴逝世四十周年，紀念音樂會在中央音樂學院舉行；2011年5月，陳田鶴誕辰百年紀念活動在中央音樂學院舉辦，並召開陳田鶴學術研討會，《中央音樂學院學報》（季刊）第3期封面刊登陳田鶴照片，又刊載論文《1949年后的陳田鶴》。
刻畫抗戰時中國知識階層形象的國畫長卷《浩氣長流》有其畫像。

## 作品
從二十歲發表第一部作品《誰伴明窗獨坐》以來，其作品達200餘部。曾涉足電影界，為藝華影業有限公司等攝制的故事片《銀海浮雲》、《女人》、《冷月詩魂》等，創作《定情曲》、《好寶寶》、《定情之歌》、《冷月詩魂》等插曲和主題歌。除歌曲作品，還創作歌劇《荊軻》、《桃花源》，清唱劇《河梁話別》等。作品除發表在各種音樂刊物上外﹐收集成書的有《回憶集》(1937年)﹑《劍聲集》(1943年)等。

## 家庭
育有陳敦秀、陳敦麗兩女。